# Фонте дел'Узињоло (Витербо)
Фонте дел'Узињоло је насеље у Италији у округу Витербо, региону Лацио.
Према процени из 2011. у насељу је живело 24 становника. Насеље се налази на надморској висини од 399 м.